# Julianska kalendern
Julianska kalendern, eller gamla stilen, är en kalender, som fått sitt namn efter Julius Caesar som år 46 f.Kr. genomförde en reform i den romerska kalendern. 
Kalendern har sina ursprungliga rötter i Babyloniska kalendern och Anno Graecorum för system med veckor, dygn, timmar, minuter och sekunder. Vi har en obruten serie av 7 veckodagar sedan babylonernas tid inom alla de kristna, muslimska och judiska kalendrarna. 
Begreppet Julianska kalendern har tre olika innebörder:
1. Julianska Anno Domini-kalendern
  1. Den som användes i Väst från 400-talet till 1582/1700-talets mitt och i öst i Ryssland 1700-1918 och i ortodoxa kyrkan från 1728 till 1923 eller fortfarande
2. Julius Caesars kalender, Den reformerade romerska kalendern med nyår 1 januari, som Julius Caesar införde år 46 f.Kr.
  1. Man använde i allmänhet romerska kejsarens tjänstgöringstid som årsräkning
3. Månadssystemet med 12 månader med specifik längd i antal dagar och systemet med skottår vart fjärde år, som tillämpades i:
  1. Gregorianska kalendern
  2. Reviderade julianska kalendern
  3. Julianska Anno Domini-kalendern
  4. Bysantinska kalendern
  5. Julius Caesars kalender

## Konciliet i Nicea - fastställde kyrkoåret
Fram till 400-talet dominerade Anno Graecorum och utgör huvudsakliga tidräkningen i Bibeln, men tappade betydelse till slut med Islams erövring av Babylon på 600-talet.
Första konciliet i Nicaea år 325 fastställde de kristna kyrkornas grunder och så också kyrkoåret och dess händelser. Man klargjorde också dygnets (helgernas) inledning vid solnedgången (kl 18) från klargörandet av världens skapelse enligt Bibelns Moseböckerna den 1 september vid solnedgången. Kyrkoårets händelser definierades uttryckt i den Julianska kalenderns månad-system men uttryckte ingen definition för årsangivelser (frågan om året för världens skapelse var under oenig debatt). Konciliet resulterade också i att alla kyrkor genom sina biskopar enades om vilken dag påsken skulle firas, så att uppståndelsens högtid, den viktigaste kristna högtiden, firades gemensamt på en dag som icke följde den judiska kalendern. Påsken definierades som första söndagen efter fullmåne efter vårdagjämningen, men man definierade kalendern i form av tabeller som följdes, då det på den tiden var svårt att klart fastslå de rätta astronomiska förhållandena. Man skiftar datum kl 18 (man räknar från världens skapelse) långt in i modern tid och fortfarande i de flesta kyrkorna.
Detta gör att månads-datumen var desamma i den Julianska Anno Domini-kalendern och den Bysantinska kalendern. 
- Däremot skiljde när nyår inföll. 
  - 1 januari var i allmänhet nyår i Julianska Anno Domini-kalendern, men ibland andra datum
  - 1 september var nyår i den Bysantinska kalendern
- Däremot skiljde sig årtalen 
  - 1 e.Kr. var början av tideräkningen i den Julianska Anno Domini-kalendern
  - 5509 f.Kr. var början av tideräkningen i den Bysantinska kalendern

Bysantinska kalendern med årsberäkningen enligt Etos Kosmou Anno Mundi användes i ortodoxa kyrkan före 1728 och Ryssland före år 1700 innan man gick över till årsberäkning enligt den Julianska Anno Domini-kalendern.
Bysantinska kalendern används numera i några få östortodoxa kloster, till exempel på Athos i Grekland och Mar Saba klostret i Västbanken. I Etiopien utgör en gren av den ortodoxa kyrkan den största religionen i landet och använder fortfarande Anno Mundi.

### Revideringar
När den Gregorianska kalendern infördes 1582 ströks 10 dagar i oktober och skiljer sig månads-datum numera 13 dagar från den Julianska Anno Domini-kalendern och den Bysantinska kalendern. Den Gregorianska kalendern och numera globalt genom Koordinerad universell tid UTC med globala tidszoner, tillämpar julianska kalenderns månad-system, men alltså 13 dagar tidigare än övriga. 
Den Reviderade julianska kalendern är snarlik den Gregorianska kalendern med samma datum (13 dagar före julianska kalendern) och infördes 1924 i de flesta ortodoxa kyrkorna såsom Grekiska kyrkan och Konstantinopels ekumeniska patriarkat men inte av alla ortodoxa kyrkor.

### Julianska kalenderns nutida tillämpning
Den Julianska Anno Domini-kalendern tillämpas numera av Gammel-kalenderisterna av ortodoxa kyrkorna, som vägrar Reviderade julianska kalendern-reformen som fortsätter använda julianska kalendern och de orientaliskt ortodoxa kyrkorna. Gammel-kalenderisterna är Rysk-ortodoxa kyrkan, den Serbisk-ortodoxa kyrkan, den Makedoniska ortodoxa kyrkan, den Georgiska apostoliska, autokefala och ortodoxa kyrkan, den Polsk-ortodoxa kyrkan, Ukrainska ortodoxa kyrkan (Moskvapatriarkatet) och det Grekisk-ortodoxa kyrkan av Jerusalem samt oppositionella grupper huvudsakligen inom Greklands kyrka och Rumänsk-ortodoxa kyrkan.
Sedan 2023 betraktar många i Ukraina firandet av jul och påsk på juliansk tid (dvs enligt den icke-reviderade julianska kalendern) enligt rysk-ortodoxa  och ukrainska-ortodoxa kyrkan (Moskva-patriarkatet) som ett politiskt ställningstagande för Vladimir Putin och den ryska invasionen av Ukraina.
Alla de östortodoxa nationerna antagit den gregorianska kalendern som den officiella statskalendern.

## Julius Caesars kalender
Reformen innebar att året fastställdes till 365 dagar och att skottår med en extra dag skulle infalla vart fjärde år samt att månens faser inte längre skulle ha någon betydelse för kalendern. Enligt Plinius den äldre baserades kalenderreformen på den egyptiske astronomen Sosigenes beräkningar. Sosigenes verkade i Alexandria i Egypten under det första århundradet före Kristus och Julius Caesar kan ha blivit inspirerad till reformen under sin vistelse i Egypten av en föreslagen men inte genomförd egyptisk kalenderreform två århundraden tidigare.

## Väst
Julianska kalendern infördes i det kristna väster på 400-talet, skapades där med Anno Domini årsräkning, baserad på Julius Caesars Julianska kalender. Kyrkoåret, baserat på julianska kalendern, hade definierats vid Första konciliet i Nicaea år 325. Införande av skedde långsamt under de kommande århundradena där Anno Graecorum tidigare dominerat tidräkningen i kyrkan.  
Detta när man på 400-talet i Bysantinska riket började övergå från Anno Graecorum till Anno Mundi, och att det är stor skillnad om 1 732 år mellan den latinska Vulgata och grekiska Septuaginta bibelöversättningarna, i beräkningarna av skapelsen. Då den bysantinska Anno Mundi inte stämde med Vulgata, accepterades inte den i den dåtida Katolska världen. 
Den julianska kalendern var helt dominerande i västra Europa fram till 1582, då den började ersättas av den gregorianska kalendern ("nya stilen"). Under de följande århundradena minskade den successivt i betydelse, i protestantiskt dominerande länder blev den gregorianska kalendern lagstadgad norm under mitten av 1700-talet. Sverige bytte den 1 mars 1753 och Storbritannien med alla kolonier såsom brittiska Amerika år 1752.

## Öst
Juliansk tid infördes 1728 i Konstantinopels ekumeniska patriarkat och i Ryssland år 1700. 
Innan var den bysantinska kalendern Etos Kosmou Anno Mundi den officiella kalendern av Bysantinska riket från 988 till 1453, av Kievrus och Ryssland från ca. 988 till 1700 och 691 till 1728 i Konstantinopels ekumeniska patriarkat. Kalendern användes även i andra områden i det bysantinska inflytelseområdet som i Serbien. Den kalendern är samma som den julianska kalendern men räknar åren och nyår från världens skapelse enligt Bibelns Moseböckerna den 1 september 5509 f.Kr., och inte på Anno Domini. Denna ersatte från 400-talet den tidigare Anno Graecorum tidräkningen i öster, som var dominerande i bibelns tidangivelser.  
Samtliga ortodoxa länder bytte till Gregoriansk kalender (UTC) efter första världskriget, efter Grekiska staten bytte 1 mars 1923. Den Reviderade julianska kalendern infördes 1924 i de flesta ortodoxa kyrkorna såsom Grekiska kyrkan och Konstantinopels ekumeniska patriarkat, men inte alla. Den är en kalender som är snarlik den Gregorianska kalendern fram till år 2700 och därmed flyttar fram problemet med divergerande datum 800 år. 
Ännu i dag används dock den julianska kalendern vissa ortodoxa kyrkor för att styra kyrkoåret, vilket gör att många högtider blir förskjutna 13 dagar jämfört med de västliga kyrkornas firande. I Ryssland firas till exempel juldagen den 25 december enligt den julianska tideräkningen, vilket infaller den 7 januari  i den gregorianska kalendern.
Frågan om den Reviderade julianska kalendern kalendern har blivit politisk 2023 i Ukraina där användande av den icke-reviderade julianska kalendern betraktas som stöd för Vladimir Putin och mot Ukraina.

## Makten
Kalendern har sedan urminnes tider varit förknippad med dyrkan av olika gudar. Dessa gudar ansågs ofta vara de ibland synliga men alltid oåtkomliga himlakropparna på himlavalvet och därför var det vanligtvis prästerna i olika kulturer som ansvarade för tideräkningen. Förmågan att genom sina hemliga astronomiska kunskaper kunna förutse himlafenomen gav prästerskapet ett "bevis" för att de hade närmare kontakt med gudarna än vanligt folk. Denna skenbara makt över tiden skapade givetvis korruption eftersom alla människor var beroende av fungerande kalendrar för att kunna till exempel planera sådd och skörd eller göra tidsbegränsade överenskommelser. Suetonius skrev till exempel att den romerska månkalendern hade bringats i oreda därför att prästkollegiet hade lagt till dagar och månader som det behagade dem, så att skörde- och vinfester inte längre inföll vid rätt årstid. För att rätta till tideräkningen efter oredan behövde år 46 f.Kr. omfatta 445 dagar och kallades därför annus confusionis. Att den 1 januari år 45 f.Kr. inte inföll vid vintersolståndet utan en vecka senare var en sista eftergift till den romerska månkalendern genom att den första månadens första dag i den nya kalenderns första år sammanföll med den första dagen i månaden januari uppkallad efter Janus, guden med två ansikten.

## Kejsar Augustus kalenderreform
På grund av missförstånd med inklusiv räkning under julianska kalenderns första decennier infördes de tolv–tretton första skottåren vart tredje år istället för vart fjärde år, vilket gav en förskjutning mot årstiderna på cirka 3 dagar. Kejsar Augustus befallde därför att skottåren skulle utelämnas under en period tills man kompenserat för detta. Allt tyder på att den Julianska kalendern därefter haft en helt regelbunden skottårscykel, åtminstone sedan år 8 e.Kr. Flera teorier har framförts om detaljerna kring hur skottåren fördelade sig dessförinnan, under Julianska kalenderns första halvsekel (se en:Julian Calendar#Leap year error). 
Det finns en ofta citerad teori om att Augustus kalenderreform också ändrade antalet dagar för enskilda månader, men mycket talar för att redan Julius Caesar införde nuvarande oregelbundna system för månadernas längder baserat på den äldre Romerska kalendern (se engelska: Sacroboscos teori).

## Problemen med påskfirandet enligt den julianska kalendern
När julianska kalendern infördes år 45 f.Kr. ansågs vårdagjämningen inträffa den 24 mars. Vid första konciliet i Nicaea 325 hade den ”flyttat” till den 21 mars. Även om de exakta astronomiska tidpunkterna avviker något litet, är de tre dagarnas skillnad i huvudsak korrekt. Förklaringen är att skillnaden 0,0078 mellan tropiskt år och kalender under 370 år ackumulerats till 2,886 dygn. Ändringen på tre dagar mellan kalenderns införande och Nicaeamötet förvånade dess delegater som (tydligen utan att ta på allvar kalenderns tendens att kontinuerligt avlägsna sig från det tropiska året) ”fixerade” vårdagjämningen i framtiden till den 21 mars. Intresset för vårdagjämningens datum på Nicaeamötet berodde på sambandet med tiden för påskens firande. Tidpunkten för påskdagen fastställde mötet med en mycket välkänd formel till ”första söndagen efter första fullmånen efter vårdagjämningen”. 

## Övergången till den gregorianska kalendern

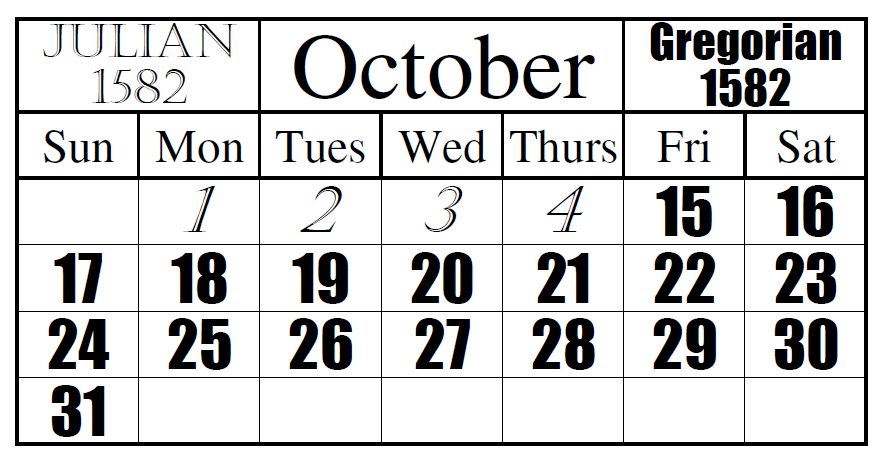
Övergång från Julianska kalendern till Gregorianska kalendern i oktober 1582.

År 1582 återställdes och fixerades vårdagjämningen till 21 mars av den katolska kyrkan, med en kalenderreform, den gregorianska kalendern. För kyrkan var det mycket viktigt att gudstjänster hölls på rätt dag. Under en längre tid följde kalenderproblem eftersom de ortodoxa kyrkorna inte bytte kalender vid denna tid, då de ansåg att gudstjänster redan hölls på rätt datum.
I Sverige användes den julianska kalendern fram till 1753 då den ersattes med den gregorianska kalendern, dock med undantag av ett kort mellanspel åren 1700–1712 då  den svenska kalendern användes. 
Samtliga ortodoxa länder bytte till Gregoriansk kalender (UTC) efter första världskriget, efter att Grekiska staten bytte 1 mars 1923. 
Övergången sker vanligen genom att man stryker 11-13 dagar i februari och fortsätter med 1 mars. 

### Den Reviderade julianska kalendern
Den Reviderade julianska kalendern infördes 1924 i de flesta ortodoxa kyrkorna såsom Grekiska kyrkan och Konstantinopels ekumeniska patriarkat. Den är en kalender som är snarlik den Gregorianska kalendern fram till år 2700 och därmed flyttar fram problemet med divergerande datum 800 år. 
Däremot är det flera ortodoxa kyrkor (Gammel-kalenderisterna), framför allt Rysk-ortodoxa kyrkan, som fortfarande följer den oreviderade julianska kalendern, som för närvarande (2024) skiljer sig 13 dagar mot den gregorianska kalendern. Frågan är mycket politisk och kyrkopolitisk och skapat olika grupperingar särskilt i Grekland och Rumänien, där dock splittring kännetecknar dem i Grekland. 
- Därför firas jul i till exempel Ryssland fortfarande 7 januari enligt den gregorianska kalendern som motsvarar 25 december i julianska kalendern: kyrkan följer den julianska kalendern trots att stats- och civilkalender är gregorianska.

### Fotnoter
1. 1 2  Första Mosebok, skapelseberättelsen https://www.bibeln.se/bibel/B2000/GEN.1
2. ↑  ”Mt. Athos: A visit to the Holy Mountain”. CBS News. 21 april 2011. sid. 4. https://www.cbsnews.com/news/mt-athos-a-visit-to-the-holy-mountain/. Läst 2 januari 2012.
3. ↑  ”If you have a meeting in Ethiopia, you'd better double check the time” (på amerikansk engelska). Public Radio International. https://www.pri.org/stories/2015-01-30/if-you-have-meeting-ethiopia-you-better-double-check-time. Läst 13 mars 2018.
4. ↑  Per-Arne Bodin (1 december 2003). ”Kalendrar ur fas” (på svenska). Forskning och framsteg. https://fof.se/tidning/2003/8/kalendrar-ur-fas. Läst 14 oktober 2018.
5. ↑   "Ecumenical Patriarchate". Religious and Ethical Encyclopedia. Vol. 9., Athens, 1966. p. 778.